# 遠藤由麻
遠藤 由麻（えんどう ゆま、1995年8月27日 - ）は、日本の子役である。神奈川県出身。

## 出演

### 舞台・ミュージカル
- 赤毛のアン（2005年） - アン 役
- 葉っぱのフレディ〜いのちの旅〜（2006年） - ペティ 役
- 葉っぱのフレディ〜いのちの旅〜（2007年） - メアリー 役
- アニー（2008年） - ペパー 役